# Robert Nichol (Politiker, 1890)
Robert Nichol (* 1890 in Garnethill, Glasgow; † 16. April 1925) war ein schottischer Politiker.

## Leben
Nichol wurde 1890 als Sohn des Ingenieurs James M. Nichol geboren. Er besuchte die Shawlands Academy sowie die Universität Glasgow. Nichol war als Lehrer tätig und Mitglied der Glasgow Scottish Socialist Teachers’ Society. Bereits zu Beginn der 1920er Jahre wird von einem Lungenleiden Nichols berichtet. Er verstarb 1925.

## Politischer Werdegang
Erstmals trat Nichol bei den Unterhauswahlen 1922 zu Wahlen auf nationaler Ebene an. Er bewarb sich für die Labour Party um das Mandat des Wahlkreises East Renfrewshire. Damit trat er die Nachfolge von Robert Spence an, der bei den vorangegangenen Unterhauswahlen 1918 gegen den Liberalen Joseph Johnstone chancenlos war. Nach massiven Stimmverlusten Johnstones setzte sich Nichols gegen ihn sowie den Unionisten Kandidaten Lobnitz durch und zog in der Folge erstmals in das britische Unterhaus ein. Bei den folgenden Unterhauswahlen 1923 konnte Nichol seinen Stimmenanteil geringfügig ausbauen und hielt sein Mandat. Bei den Unterhauswahlen 1924 schied er jedoch aus dem House of Commons aus. Er unterlag dem Konservativen Alexander Munro MacRobert. Insgesamt sind 117 Beiträge Nichols im Parlament verzeichnet.